# Oxyethira aculea
Oxyethira aculea är en nattsländeart som beskrevs av Ross 1941. Oxyethira aculea ingår i släktet Oxyethira och familjen smånattsländor. Inga underarter finns listade i Catalogue of Life.